# 井筒俊彦学術賞
井筒俊彦学術賞（いづつとしひこがくじゅつしょう）は、慶應義塾大学文学部が2015年に文学部創設125年を迎えるにあたり、文学部に連なる新進気鋭の研究者の一層の活躍を期待して設定された研究奨励賞である。

## 概要
応募資格は、慶應義塾専任者、または文学部卒業者・文学研究科出身者・社会学研究科出身者で、原則として50歳未満の研究者としている。哲学、倫理学、歴史学、民族学考古学、図書館・情報学、社会学、心理学、教育学、人間科学にかかわる研究領域の著作が対象となる。
本賞と同時期に設定された研究奨励賞に「西脇順三郎学術賞」があり、2016年以後は、奇数年に井筒俊彦学術賞、偶数年に西脇順三郎学術賞を隔年交互での授与を行う規定となった。

## 歴代受賞作
- 第1回（2015年）　佐藤仁史（一橋大学大学院社会学研究科教授）『近代中国の郷土意識：清末民初江南の在地指導層と地域社会』（研文出版、2013年）
- 第2回（2017年）　高山真（慶應義塾大学文学部非常勤講師）『＜被爆者＞になる：変容する＜わたし＞のライフストーリー・インタビュー』（せりか書房、2016年）
- 第3回（2019年）　下田健太郎（慶應義塾大学文学部助教）『水俣の記憶を紡ぐ：響き合うモノと語りの歴史人類学』（慶應義塾大学出版会、2017年）
- 第4回（2021年）　志村真幸（慶應義塾大学文学部非常勤講師）『南方熊楠のロンドン：国際学術雑誌と近代科学の進歩』（慶應義塾大学出版会、2020年）
- 第5回（2023年）　前田廉孝(慶應義塾大学文学部准教授)『塩と帝国：近代日本の市場・専売・植民地』（名古屋大学出版会、2022年）
- 第6回（2025年）鈴木真吾（日本学術振興会特別研究員（PD）／慶應義塾大学 講師（非常勤））『近代オスマン帝国における国家医療の誕生 —湾岸都市イズミルの衛生と感染症』（慶應義塾大学出版会、2024年）